# Acta Palaeontologica Polonica
Acta Palaeontologica Polonica és una revista científica revisada per experts sobre paleontologia, publicada per l'Institut de Paleobiologia Roman Kozłowski de l'Acadèmia Polonesa de les Ciències. Apareix a Journal Citation Reports i ha estat publicada trimestralment des del 1956.
La majoria d'articles estan en anglès, però en el passat se n'hi publicaven en polonès i en francès. Tots estan disponibles en format PDF. La majoria tenen un resum en polonès. Les obres publicades des del 2008 tenen les seves respectives entitats DOI i es poden trobar tant al web de l'Institut com a BioOne. Acta Palaeontologica Polonica segueix les recomanacions de la Budapest Open Access Initiative i publica tots els articles en accés obert sota la llicència CC-BY-2.0.
Fou fundada el 1956 amb l'escissió d'Acta Geologica Polonica en dues publicacions, puix que cada vegada arribaven més articles de paleontologia a l'oficina editorial d'aquesta altra revista. Acta Geologica Polonica continuà agrupant els articles sobre geologia, mentre que la nova revista, Acta Palaeontologica Polonica, quedava reservada per a obres paleontològiques.
El 2017 tenia un factor d'impacte d'1,877, que la situava en 12è lloc d'entre 55 revistes paleontològiques.